# × Eulocymbidiella
×Eulocymbidiella viết tắt Eucmla là một chi lan lai giữa Cymbidiella và Eulophiella (Cymla × Eul).